# Mészöly Anna
Mészöly Anna (Kecskemét, 1995. március 29. –) magyar színésznő.

## Életpályája
A kecskeméti Katona József Gimnáziumban érettségizett. 2013–2018 között a Színház- és Filmművészeti Egyetem hallgatója volt. 2018-tól a Miskolci Nemzeti Színház tagja.

## Színházi szerepei
| Év   | Helyszín                 | Szerző(k)                                                      | Előadás címe       | Szerep                                     | Rendező        |
| ---- | ------------------------ | -------------------------------------------------------------- | ------------------ | ------------------------------------------ | -------------- |
| 2025 | Miskolci Nemzeti Színház | Peter Weiss                                                    | Marat / Sade       | Charlotte Corday                           | Rusznyák Gábor |
| 2024 | Miskolc Kamara           | John Millington Synge                                          | A Nyugat császára  | Margaret Flaherty (Pegeen), Flaherty lánya | Ascher Tamás   |
| 2022 | Miskolci Nemzeti Színház | Nacio Herb Brown - Betty Comden                                | Ének az esőben     | Lina Lamont                                | Szőcs Artur    |
| 2022 | Miskolci Játékszín       | Thomas Bernhard                                                | A színházcsináló   | Erna, a lányuk                             | Keszég László  |
| 2022 | Miskolci Nemzeti Színház | Mohácsi István - Mohácsi János                                 | A falu rossza      | Boriska, Feledi Gáspár lánya               | Mohácsi János  |
| 2022 | Miskolci Játékszín       | Aiszkhülosz - Euripidész - Szophoklész - Hugo von Hofmannsthal | Elektra            | Cassandra, Kar                             | Szőcs Artur    |
| 2021 | Miskolci Nemzeti Színház | Szomory Dezső                                                  | Hermelin           | Tóth Hermin, drámai szende                 | Mohácsi János  |
| 2021 | Miskolci Játékszín       | Vinnai András                                                  | Vojáger            | Vera, Pál barátnője                        | Keszég László  |
| 2020 | Miskolci Játékszín       | Henrik Ibsen                                                   | A vadkacsa         | Hedvig, Ekdal lánya                        | Rusznyák Gábor |
| 2019 | Miskolci Nemzeti Színház | Sheldon Harnick - Jerry Bock - Joseph Stein                    | Hegedűs a háztetőn | Cejtel, lányuk                             | Béres Attila   |
| 2019 | Miskolci Nemzeti Színház | Molière                                                        | Don Juan           | Donna Elvira, Don Juan felesége            | Szőcs Artur    |
| 2018 | Miskolc Kamara           | Bertolt Brecht                                                 | Jóembert keresünk! | Unokahúg                                   | Béres Attila   |
| 2018 | Miskolc Kamara           | Kosztolányi Dezső                                              | Édes Anna          | Édes Anna                                  | Rusznyák Gábor |

## Filmes és televíziós szerepei
- A martfűi rém (2016) ...Patai Erzsébet
- Egy másik életben (2019) ...Medika
- Drakulics elvtárs (2019) ...Takács Valéria
- Együtt kezdtük (2022) ...Juli
- Tündérkert (2023) ...Niczuly Sára
- …a szomszéd tehene (2024) ...Ferenc barátnője
- Fekete pont (2024) ...Juci
- A brutalista (2024) ...prostituált

## Díjai, elismerései
- Soós Imre-díj (2022)[8][9]
- A legjobb színész díja a Locarnói Filmfesztivál Concorso Cineasti del Presente szekciójában a Fekete pont című filmért (2024)[10]
- Junior Prima díj (2024)[11]
- Arany Medál díj (2024)[12]